# Neue Sirene
Die deutsche Literaturzeitschrift Neue Sirene wurde 1994 gegründet und erscheint halbjährlich. Gedruckt wird deutschsprachige und internationale Literatur, letztere in der Originalsprache mit deutscher Übersetzung. Die Zeitschrift möchte auf diese Weise die „stilistische und thematische Vielfalt der internationalen Gegenwartsliteratur auffächern“. Zusätzlich enthält jede Nummer auch Kunstfotografien. Als Herausgeberin zeichnet Bettina Hohoff.
Seit Band 21 (2007) erscheint die Neue Sirene als Buchreihe unter dem Titel Wegweisende Literatur der Gegenwart (ISSN 0945-9995). Das Konzept der Mischung deutschsprachiger und internationaler Literatur wurde beibehalten. 
Ab Band 28 (2014) erscheinen digitale, ausdruckbare Ausgaben. Hinzugekommen ist ein eigener Rezensionsteil. Laut Redaktion werden die folgenden drei Gruppen von Autoren gleichberechtigt nebeneinandergestellt:
- deutsch schreibende Autoren mit deutscher Muttersprache,
- deutsch schreibende Autoren unterschiedlicher Muttersprache, und
- fremdsprachige Autoren, deren Texte in der Originalsprache und in Übersetzung abgedruckt werden.

Die Neue Sirene veröffentlicht ausschließlich Erstdrucke, dies gilt auch für gut etablierte Autoren wie Jean Cocteau, Emily Dickinson, Imre Kertész, Eugenio Montale, Sylvia Plath und Rainer Maria Rilke. Jeder Nummer ist ein einführendes Editorial vorangestellt. Zu den publizierten Autoren zählen Adonis, Marcel Proust, Safiye Can, Michael Basse, Monika Dieck, Klaus Ebner, Michael Eisele, İsmet Elçi, Simone Frieling, Helga Gruschka, Claudia Höpfner, Dietrich Krusche, Gellu Naum, Lutz Rathenow, Wolfgang Sréter, Renata Zambrzycka, Liao Yiwu, Bülent Kacan, Jörg Neugebauer und andere.